# Миямото, Эмико
Эмико Миямото (-Тераяма) (яп. 宮本恵美子, англ. Emiko Miyamoto; 10 мая 1937, Вакаяма, префектура Вакаяма, Япония — 7 декабря 2023, Такахаги, префектура Ибараки, Япония) — японская волейболистка, нападающая. Чемпионка летних Олимпийских игр 1964 года, чемпионка мира 1962.

## Биография
Волейболом Эмико Миямото начала заниматься в средней школе, а впоследствии играла за команду коммерческой школы города Вакаяма. В 1956 тренером Хиробуми Даймацу была приглашена в команду «Нитибо» из города Кайдзука, ставшую сильнейшей в стране и на базе которой впоследствии была сформирована национальная сборная. В составе команды 6 раз становилась чемпионкой Японии и ещё дважды выигрывала национальное первенство по азиатской разновидности волейбола (9х9).
В 1960 Миямото была среди тех волейболисток, которые вошли в сборную Японии во время её дебюта на мировой арене. Премьера японской команды состоялась на чемпионате мира в Бразилии, где подопечные Даймацу неожиданно для многих взошли на серебряную ступень пьедестала почёта, уступив высшую позицию только лидеру мирового женского волейбола — сборной СССР. Через два года команда Японии на втором для себя мировом первенстве, проходившем в СССР, взяла эффектный реванш у советских волейболисток, уверенно выиграв «золото». Лучшим игроком и лучшей нападающей чемпионата была признана Эмико Миямото.
В 1964 на дебютном для волейбола олимпийском турнире в Токио Миямото со своей сборной стала обладательницей золотых наград. После олимпийского триумфа завершила игровую карьеру, как и большинство волейболисток сборной страны. В марте 1965 вышла замуж за бывшего тренера мужской баскетбольной сборной Японии.
После окончания игровой карьеры жила в городе Хитати (префектура Ибараки), где занималась тренерской и преподавательской деятельностью. Умерла 7 декабря 2023 года в больнице города Такахаги от сепсиса.

### Клубная карьера
- …—1955 —  «Вакаяма коммерсл скул» (Вакаяма);
- 1956—1964 —  «Нитибо» (Кайдзука).

## Достижения

### Клубные
- двукратная чемпионка Японии (система 9х9) — 1956, 1957.
- 6-кратная чемпионка Японии (система 6х6) — 1958, 1959, 1961—1964.

### Со сборной Японии
- Олимпийская чемпионка 1964.
- чемпионка мира 1962;
  - серебряный призёр чемпионата мира 1960.

### Индивидуальные
- 1962: MVP и лучшая нападающая чемпионата мира.